# Novo Acordo
Novo Acordo est une municipalité brésilienne située dans l'État du Tocantins.